# Todo Noticias
Todo Noticias (també conegut per les seves sigles TN) és un canal de televisió per subscripció argentí pertanyent al Grupo Clarín i operat per la seva subsidiària Arte Radiotelevisivo Argentino.
Orientat al tractament de temes d'actualitat, la seva programació es basa en noticiaris permanents, encara que té una variada programació d'interès general com a música, tecnologia, política, esports, relats, recerques, economia, espectacles i altres.

## Història
TN va iniciar les seves transmissions el dimarts 1 de juny de 1993 a les 07.00, amb la conducció dels periodistes Luis Otero i Silvia Martínez. Una anècdota ben coneguda és el fet que no degueren ser ells els que arrenquessin amb les transmissions, sinó els periodistes Mario Mazzone i Mercedes Martí, els quals van quedar "cecs" després d'una prova de llums abans de sortir a l'aire i no van poder complir l'objectiu.
En el primer any de TN, transmetia en dúplex amb Canal 13 el noticiari Telenoche, les transmissions començaven a les 07.00 i finalitzaven a la 01.00. En 1994 van començar a emetre programació les 24 hores del dia.
TN va ser el primer canal argentí a transmetre en viu i en directe des de les Illes Malvines en 1994 amb Mónica Cahen D'Anvers, i des de la Base Marambio el 1996, amb Mario Markic a l'Antàrtida Argentina.
A l'abril de 1996, va canviar per primera vegada el seu logo i disseny en pantalla, començant a utilitzar el logo que el faria reconegut. En 1999, va canviar les gràfiques en pantalla, mantenint el logo. Va renovar per tercera vegada les gràfiques en pantalla en 2001, retocant el ja clàssic logo de TN. Un clàssic de TN que mantenen des dels seus començaments són els Títols, el resum de les notícies més importants del dia, que es duu a terme durant tot el dia cada mitja hora.
Des de 1999, TN té el seu lloc web, on es troben vídeos de les notícies i la transmissió en viu (des de 1999 a 2002 l'adreça va ser tn.com.ar; de 2002 fins a 2007, l'adreça web de TN va ser tn24horas.com.ar i des de 2007 d'ara endavant va haver-hi 6 versions de tn.com.ar). A mitjan 2009, es va canviar la web per una amb format de diari digital, amb els vídeos de TN. La web es va redissenyar al maig de 2011.
Els estudis dels noticiaris de TN, van ser virtuals i els conductors conduïen enfront d'una pantalla blava de Croma; va haver-hi 4 estudis d'aquest tipus. En 2002, es va iniciar un nou noticiari matutí anomenat "TN de 7 a 10" i era emès des del petit mirador de El Trece. La resta dels noticiaris usaven estudis virtuals. L'any 2005, juntament amb El Trece, van estrenar dos nous amplis miradors vidriats, amb la ciutat de Buenos Aires i el nus intercanviador de la Autopista 25 de Mayo i la Avinguda 9 de Julio de fons. Des d'aquest moment van abandonar tots dos canals els estudis virtuals.
L'1 de juny de 2006, quan TN va complir 13 anys a l'aire, va canviar el logo per segona vegada i les gràfiques per quarta vegada; a més va incorporar la tecnologia de gràfiques en pantalla Vizrt. Al mateix temps va renovar alguns dels seus noticiaris. Al novembre del mateix any, es va crear "TN y la Gente", una web de TN on ciutadans pugen els seus vídeos i comparteixen les notícies. Aquest portal es continua usant actualment.
L'1 de juny de 2008, en complir 15 anys, TN va renovar el seu logo una altra vegada, a més de la seva estètica i gràfiques. Un nou canvi de gràfiques es va produir el 13 de setembre de 2010. El logo en pantalla és molt semblant a l'anterior, el logo per a identificadors, genèrics, cortines i separadors és el mateix que l'anterior.
El dimecres 1 de juny de 2011, va començar a transmetre TN HD. A més es va agregar animacions en 3D i efectes de "zoom" a la "T" del logo; dies anteriors es van modificar en part les gràfiques del canal, específicament els sòcols, adaptant-los a l'HD, a més es va ajustar la lluentor del logo i es va posar en pantalla el logo HD. També es va canviar la taula de l'estudi a una més llarga i corbada amb disseny de galledes i capacitat per a 7 columnistes; aquest canvi es va donar després de mantenir per 6 anys la mateixa taula en l'estudi.
El dilluns 31 d'octubre del mateix any es van fer modificacions a l'estudi: es va col·locar un led de forma vertical i el text en relleu "www.tn.com.ar" al sòl de l'estudi sota l'escriptori. A més, el dilluns 14 de novembre de 2011, es va convertir en el primer canal de cable de l'Argentina a col·locar l'ID "Atenció, contingut no apte per a nenes, nens o adolescents".
El 26 de novembre de 2012 el senyal es rellança per complet, renovant la seva imatge institucional i estudis. Ho va fer durant l'emissió d'un programa especial des de les 7.00 fins a 22.00 (UTC-3) amb diversos dels seus presentadors figures en alguns punts del país.
A l'abril de 2013, va marcar un rècord en la seva història: el seu lloc (Tn.com.ar) va aconseguir els 6.600.000 d'usuaris únics en internet, situant-se com la quarta marca de notícies més visitada de l'Argentina. El 5 d'agost d'aquest any, rellança novament el seu lloc web, aquesta vegada crea un més estilitzat i adaptat a les noves tecnologies. Aquest canvi es va dir "Re-evolución TN"
Durant tots els canvis estètics, es van canviar les cortines musicals dels noticiaris, totes compostes per Eddie Sierra. El locutor de TN des de fa anys fins a l'actualitat és Luis Albornoz, qui s'encarrega de promocions, espots institucionals i altres peces del canal.
L'eslògan de TN va anar canviant a través del temps. La frase "Periodisme Independent" es va usar des del començament del canal fins a juny de 2011. En 2008, s'imposa un segon eslògan, "Tots Nosaltres", el qual segueix fins ara com a eslògan del canal.
L'1 de juny de 2013, TN va complir 20 anys a l'aire. Per això, va llançar un institucional a l'aire dies abans. Aquest dia, TN va festejar el seu 20° aniversari amb un programa especial de 7.00 a 22.00, conduït per diversos periodistes, a més d'entrevistes especials amb anècdotes de molts periodistes, columnistes, tècnics i altres, juntament amb vídeos amb salutacions de tota la gent que treballa per a fer possible que TN estigui a l'aire. A més, en les tandes van aparèixer vídeos dels principals periodistes contant alguna anècdota periodística o notícia que va ser d'impacte. També es va agregar la llegenda "20 Anys" al logo en pantalla fins al 31 de maig de 2014.
A l'abril de 2014, Tn.com.ar va rebre dos esments d'honor en la 18a edició dels Webby Awards, en les categories Millor Navegació i Estructura Web i Millor Ús de Vídeo. El lloc va ser l'únic mig llatinoamericà seleccionat entre 12 mil postulants de més de 60 països.
El dilluns 2 de juny de 2014, un dia després d'haver complert 21 anys, TN va renovar la seva programació renovant els seus periodistes en diferents programes i segments. També va renovar el seu estudi, per un més gran, amb molta més escenografia i seccions. Ara els conductors i columnistes tenen una major interacció entre ells i amb l'estudi. A més, va incorporar tecnologia d'avançada per a fer croma key en moviment.
El 31 de gener de 2016, durant el migdia, va ocórrer un incendi a l'edifici d'Artear, situat en Constitució, on es troben els senyals. El mateix va obligar a l'evacuació total de totes les oficines de Artear, per la qual cosa al voltant de les 13:35 hs., El Trece, TN i els altres canals de l'empresa, van sortir de l'aire, fins i tot després d'estar emetent en viu. Segons es va informar, no va haver-hi ferits de gravetat, i l'origen de l'incendi es va donar en una habitació d'attrezzo, que hauria afectat alguns estudis i oficines dins de l'edifici. El canal va tornar a l'aire a les 16.14 hs., amb la transmissió des de la ciutat costanera de Mar del Plata del programa Almorzando con Mirtha Legrand, que havia estat interromput en viu. No obstant això, als pocs minuts, el senyal es va tornar a caure, restablint-se més tard.
Quant a TN, el senyal va tornar a l'aire passades les 16.30 hs, en una transmissió d'emergència des dels afores de l'edifici, així també com el missatge que l'actual Ministra de Seguretat Nacional Patricia Bullrich, va donar al lloc del sinistre.
El dia 28 de març de 2016 TN va renovar la seva programació i el canvi de conductors en la majoria de les seves franges horàries i el 01 d'agost del mateix any també va renovar el seu logo, molt semblant a l'anterior, les gràfiques i dissenys de pantalla.
El dia 1 de juny de 2018 TN va complir 25 anys.

## Segments de notícies en viu
- Re Despiertos: Fernando Molinero i Guido Martínez. (De 1 a 5)
- TTN (Temps, Trànsit, Notícies): Fernando Molinero, Matías Bertolotti i Natalia Marquiegui.
- Tempraneros (TN de 6 a 10): Sergio Lapegüe i Roxana Vázquez.
- TN de 10 a 14: Lorena Maciel i Guillermo Lobo.
- Nuestra Tarde: Dominique Metzger, Ignacio Otero i Silvia Martínez.
- Esta pasando: Sandra Borghi i Pepe Gil Vidal.
- TN Central: Carolina Amoroso, Franco Mercuriali i Nicolás Wiñazki.
- Solo una vuelta mas: Diego Sehinkman.
- TN de Noche: Franco Mercuriali
- TN Fin de Semana: Paula García i Santiago do Rego (ds / dg a les 7 h), Diego Poggi i Marina Abiuso (diumenges a les 15 30 h), Gustavo Tubio i Valeria Sampedro (dissabtes a les 16 30 h)
- TN Ja: Gustavo Tubio (dissabtes a les 23 h), Guido Martínez (diumenges a les 23 h)
- Buena Semana: Ignacio Otero, Jimena Grandinetti i Mariana Segulín.

## Noticiaris especialitzats
- TN Autos: amb Matías Antico.
- TN Deportivo: noticiari esportiu, realitzat en viu, amb la conducció de Marcelo Fiasche, Pablo Gravellone, Nicolás Singer i Diego Ruscitti.
- TN Extremo: amb Juan Butvilofsky.
- TN Internacional: noticiari internacional, realitzat en viu, amb la conducció de Carolina Amoroso
- TN Tecno: noticiari tecnològic, emès els caps de setmana, amb cobertura a esdeveniments tecnològics, amb la conducció de Federico Wiemeyer i Santiago do Rego.

## Programes de política
Són programes de debats, d'actualitat i de política, emesos un cop per setmana en viu:
- Desde el Llano: amb Joaquín Morales Solá.
- Parabra de Leuco: amb Alfredo Leuco.
- A Dos Voces: amb Marcelo Bonelli i Edgardo Alfano.
- Ya somos grandes: amb Diego Leuco.
- Verdad / Consecuencia: amb Luciana Geuna i Maria Eugenia Duffard.
- La rosca: amb Eduardo van der Kooy i Daniel Fernández Canedo.

## Interès general
Els següents programes són gravats o en viu, i s'emeten els caps de setmana, amb repeticions durant la setmana (els quals no s'emeten o són interromputs en cas de notícies de caràcter urgent):
- Camara del crimen: Noticiero d'actualitat i històries i investigacions policials, amb Ricardo Canaletti i Rolando Barbano.
- El corresponsal: amb Nelson Castro
- En el Camino: amb Mario Markic.
- Especiales TN
- Esta es mi Villa: amb Julio Bazán.
- Fenómenos: amb José Bianco i Matías Bertolotti.
- La Viola: amb Beu Contepomi.
- Lado C: amb Martín Ciccioli.
- La fiesta del Pase: amb Franco Mercuriali, Guido Martínez, Eleonora Pérez Caressi, Javier Fabracci, Juan Butvilofsky i Fernando Molinero.
- Camino a Abbey Road: amb Bebe Contepomi.
- TN Fest: amb Beba Caressi.

## Senyal en alta definició
Des de l'1 de juny de 2011, el canal Todo Noticias va començar les seves transmissions en HD (subjecte a disponibilitat tècnica i geogràfica de Cablevisión), el que el converteix en la primera cadena de notícies i primer canal per subscripció argentí a transmetre nadiuament en alta definició.
Des del 21 de novembre de 2015, TN HD va ser inclòs en la grilla de programació de DirecTV al canal 1716.

## Premis
El canal ha estat premiat en nombroses ocasions amb el premi Martín Fierro, el màxim guardó de la televisió argentina, tant en general com per programes concrets; en particular A dos voces, un cicle periodístic conduït pels periodistes Marcelo Bonelli i Gustavo Sylvestre, va rebre el premi Martín Fierro en 5 oportunitats, a més dels premis FUND TV, Broadcasting 2000 i ATVC. Todo Noticias va rebre, a més, un esment del Senat de la Nació Argentina per haver estat el primer canal de notícies a arribar a la Base Marambio, a l'Antàrtida Argentina.